# كتيبة الشرطة 314
كتيبة الشرطة 314 (Polizeibattalion 314) عبارة عن تشكيل لشرطة النظام الألمانية (الشرطة النظامية) خلال العصر النازي. خلال عملية بارباروسا، كانت تابعة لقوات الأمن الخاصة ونشرت في المناطق التي تحتلها ألمانيا، وتحديدا المنطقة الخلفية مجموعة الجيوش الوسطى، في الاتحاد السوفيتي، كجزء من فوج الشرطة الجنوبية. إلى جانب فصائل من أينزاتسغروبن ولواء المشاة إس إس الأول، ارتكبت جرائم قتل جماعي في المحرقة وكانت مسؤولة عن جرائم واسعة النطاق ضد الإنسانية استهدفت السكان المدنيين.

## الخلفية والتكوين
كانت شرطة النظام الألمانية (الشرطة النظامية) أداة رئيسية لجهاز الأمن في ألمانيا النازية. خلال فترة ما قبل الحرب، تعاون كل من قائد قوات الأمن الخاصة هينريش هيملر وكورت داليج، قائد شرطة النظام، في تحويل قوة شرطة جمهورية فايمار إلى تشكيلات عسكرية جاهزة لخدمة أهداف النظام المتمثلة في الفتح والإبادة العرقية. تشكلت قوات الشرطة أولاً في تشكيلات بحجم الكتيبة لغزو بولندا، حيث تم نشرها لأغراض أمنية وشرطية، وكذلك المشاركة في عمليات الإعدام والترحيل الجماعي. 
تم تعيين 23 كتيبة من شرطة النظام للمشاركة في غزو الاتحاد السوفيتي عام 1941، عملية بارباروسا. تم ربط تسعة فرق أمنية للفيرماخت، ثلاثة لكل منطقة من مناطق مجموعة الجيوش الخلفية. تم تعيين كتيبتين لدعم أينزاتسغروبن، وفرق الموت المتنقلة التابعة لقوات الأمن الخاصة ومنظمة تودت، مجموعة البناء العسكرية.  كانت أهداف كتائب الشرطة هي تأمين المؤخرة من خلال القضاء على فلول قوات العدو، وحراسة أسرى الحرب، وحماية خطوط الاتصالات والمرافق الصناعية التي تم الاستيلاء عليها. كما تضمنت تعليماتهم، كما ذكر دالوج، «مكافحة العناصر الإجرامية، وقبل كل شيء العناصر السياسية». 
جنبا إلى جنب مع كتيبة الشرطة 45 و303 ، تم تعيين كتيبة الشرطة 314 إلى فوج الشرطة الجنوبي. تتألف الكتيبة التي تضم حوالي 550 رجلاً من مجندين تم تعبئتهم من مجموعات عام 1905-1915. كان يقودهم مهنيون في الشرطة، غارقون في الأيديولوجية النازية، المدفوعة بمعاداة السامية ومعاداة البلشفية.  تم وضع الفوج تحت قيادة هيرمان فرانز، وهو شرطي محترف كان قد خدم سابقًا في شرطة النظام في بولندا المحتلة.  عندما عبر الفوج الحدود الألمانية السوفيتية، أصبح خاضعًا لسيطرة فريدريش جيكلن، القائد الأعلى لقوات الأمن والشرطة (HSS-PF) لمجموعة الجيوش الجنوبية في أوكرانيا. 

## التاريخ التشغيلي
عند تشكيلها، أثناء وجودها في بولندا المحتلة، شاركت كتيبة الشرطة 314 في جولات لاعتقال المدنيين البولنديين لترحيلهم إلى العمل بالسخرة إلى ألمانيا.  تصاعدت أفعالها بسرعة إلى الإبادة الجماعية أثناء وجودها في الاتحاد السوفيتي المحتل. في 22 يوليو، قتلت الكتيبة 214 يهوديًا في مستوطنة بالقرب من كوفيل، بما في ذلك عائلات بأكملها. صدرت الأوامر من قائد الفوج، الذي كان قد أشار إلى أمر من هاينريش هيملر. 
خلال أشهر الصيف، شاركت الكتيبة في أعمال مشتركة مع لواء المشاة إس إس الأول التابع لفافن إس إس، حيث قدمت الدعم وشاركت بعمليات قتل مستقلة. 
خلال المذبحة التي وقعت في بابي يار، شاركت الكتائب الثلاث في الفوج. طوقت الشرطة المنطقة، في حين قام سوندركوماندو 4 أ وفصيل من رجال فافن_إس إس بإطلاق النار. 
ابطأت أنشطة القتل التي قامت بها كل من فصائل Einsatzgruppen وفوج الشرطة الجنوبي من تقدم الفيرماخت، حيث تمكن المزيد من اليهود من الهرب شرقًا وكانت كثافة السكان اليهود قبل الحرب أقل في شرق أوكرانيا. ومع ذلك، استمرت عمليات القتل، واستهدفت اليهود والشيوعيين و«العناصر المشبوهة».  في يوليو 1942، تم إعادة تشكيل الفوج ليكون فوج الشرطة العاشر. 

## فك التشفير من المخابرات البريطانية
في حين أن أنشطة فوج الشرطة الجنوبية، وكتيبة Einsatzgruppen واللواء الأول من قوات الأمن الخاصة، قد تقدمت، فإن تقارير فرق القتل تم اعتراضها وفك شفرتها بواسطة جهاز الاستخبارات البريطاني MI6. كجزء من برنامج ألترا، قامت منشآت فك الشفرات في حديقة بلتشلي بفك وتحليل الرسائل. سلم رئيس MI6، ستيوارت مينزيس، الكودات مباشرة إلى رئيس الوزراء البريطاني وينستون تشرشل. كانت أول رسالة تم فك تشفيرها هي تقرير 18 يوليو عن عمليات القتل الجماعي التي ارتكبها فوج الشرطة - الوسط لأكثر من 1100 يهودي في سلونيم، في المنطقة الخلفية لمجموعة الجيوش الوسطى. في أواخر يوليو وأوائل أغسطس، تم اعتراض تقارير مماثلة على أساس منتظم. تم اعتراض الرسائل الأولى التي تشير إلى جرائم القتل التي ارتكبها فوج الشرطة الجنوبي في 23 أغسطس، حيث أبلغت كتيبة الشرطة 314 عن إعدام 367 يهوديًا جنوب شرق كييف. 

## ما بعد الكارثة
لم يتم الإعلان عن تنظيم الشرطة ككل منظمة إجرامية من قبل الحلفاء، على عكس قوات الأمن الخاصة. كان أعضاؤها قادرين على إعادة الاندماج في المجتمع إلى حد كبير دون تحرش، مع عودة الكثيرين إلى وظائف الشرطة.  كانت قاعدة كتيبة الشرطة 314 في فيينا، وانضم العديد من أعضائها إلى الشرطة النمساوية بعد الحرب. وقد تم التحقيق مع أعضاء الكتيبة من قبل السلطات النمساوية، حيث قدم اثنان من الأعضاء السابقين على الأقل شهادة عن القتل الجماعي لليهود. وشهد أحد الأعضاء السابقين أن طريقة القتل قد تراوحت بين استخدام الأسلحة النارية إلى المدافع الرشاشة لأن الطرق السابقة اعتبرت «مملة للغاية». 
لأسباب تتعلق بالأمن القومي، ظل برنامج ألترا مصنفا سريا بعد الحرب، ولم تتم مشاركة فك الشفرات المتعلقة بأنشطة قوات الأمن والشرطة خلال الحرب مع حلفاء بريطانيا. وبالتالي، لم يتم استخدامها خلال محاكمات نورمبرغ أو التحقيقات اللاحقة في جرائم الحرب الألمانية والجرائم ضد الإنسانية. تم إطلاق فك التشفير في النهاية في عام 1993. 

## Bibliography
- Brandon، Ray؛ Lower، Wendy (2008). The Shoah in Ukraine: History, Testimony, Memorialization. Indiana University Press. ISBN:978-0-253-35084-8. {{استشهاد بكتاب}}: الوسيط غير المعروف |last-author-amp= تم تجاهله يقترح استخدام |name-list-style= (مساعدة)
- Breitman، Richard (1998). Official Secrets: What the Nazis Planned, What the British and Americans Knew. New York: Hill and Wang/Farrar Straus & Giroux. مؤرشف من الأصل في 2020-01-26.
- Longerich، Peter (2010). Holocaust: The Nazi Persecution and Murder of the Jews. Oxford; New York: Oxford University Press. ISBN:978-0-19-280436-5. مؤرشف من الأصل في 2022-05-09.
- Persico، Joseph E. (22 أكتوبر 2002). Roosevelt's Secret War: FDR and World War II Espionage. راندوم هاوس. ISBN:0-3757-6126-8.
- Showalter، Dennis (2005). Hitler's Police Battalions: Enforcing Racial War in the East. Kansas City: University Press of Kansas. ISBN:978-0-7006-1724-1.
- Smith، Michael (2004). "Bletchley Park and the Holocaust". في Scott، L. V.؛ Jackson، P. D. (المحررون). Understanding Intelligence in the Twenty-First Century: Journeys in Shadows. ISBN:0714655333.
- Tessin، Georg؛ Kannapin، Norbert (2000). Waffen-SS und Ordnungspolizei im Kriegseinsatz 1939 - 1945: ein Überblick anhand der Feldpostübersicht. Osnabrück: Biblio-Verlag. ISBN:3-7648-2471-9. {{استشهاد بكتاب}}: الوسيط غير المعروف |last-author-amp= تم تجاهله يقترح استخدام |name-list-style= (مساعدة)
- Westermann، Edward B. (2005). Hitler's Police Battalions: Enforcing Racial War in the East. Kansas City: University Press of Kansas. ISBN:978-0-7006-1724-1.

## Further reading
- Blood، Phillip W. (2006). [[Hitler's Bandit Hunters: The SS and the Nazi Occupation of Europe|Hitler's Bandit Hunters: The SS and the Nazi Occupation of Europe]]  [[d:Q29060316#sitelinks-wikipedia|[لغات أخرى]]]‏. Potomac Books. ISBN:978-1-59797-021-1. {{استشهاد بكتاب}}: تعارض مسار مع وصلة (مساعدة)
- Megargee، Geoffrey P.، المحرر (2009). Encyclopedia of Camps and Ghettos, 1933–1945. Bloomington: Indiana University Press. ج. Volume II. ISBN:0-253-35328-9. {{استشهاد بكتاب}}: |المجلد= يحوي نصًّا زائدًا (مساعدة)